# 아무르점박이꽃무지
아무르점박이꽃무지는 꽃무지족에 속한 꽃무지다. 꽃에 모여들기도 하고, 나무의 수액에 모여들기도 한다. 몸은 길이 14~18mm, 폭 8~10mm로 어두운 녹색이며 광택이 있다. 한국의 제주도를 포함한 전역에 서식한다.. 세계적으로는 중국 동북부, 아무르, 일본 쓰시마 등지에 분포한다. 애기흰점박이꽃무지라고도 부른다.

## 같이 보기
- 점박이꽃무지
- 흰점박이꽃무지
- 만주점박이꽃무지